# Сокологорівка

Сокологорівка — селище на північному сході Первомайська Луганської області, найвіддаленіша від центру частина міста.

## Історія

### Створення селища
Селище виникло під назвою Лаптівка на місці теперішніх вулиць Садова та Терешина. Воно було закладене колишнім військовим Соколовим.
За місцевою легендою, назва селища Лаптівка з'явилося, коли Соколов привіз своїм кріпакам лапті. В той час у селищі було всього 12-14 подвірь. 
На околиці села наприкінці XVII ст. ще один колишній військовий Четчіков заснував ще одне поселення – Четчіківку. Ці два селища тепер вважаються витоками не лише Сокологорівки, а й всього Первомайська. Четчіківка в подальшому, від імені засновника, дістала назву Олександрівка. До кінця XIX ст. у прилеглій місцевості виникло ще декілька невеликих селищ. Найбільшим з них була Олександрівка — з шістнадцяти господарств, в яких проживали 73 мешканця. Четчиков розпочав роботу над відкриттям першої шахти. 
В 90-ті роки XIX ст. крізь Лаптівку проклали залізницю. За кілька верст збудували станцію Варваропілля, яка отримала назву на честь доньок Соколова Варвари та Поліни.
Після виявлення біля тодішньої Олександрівки вугілля з'явилися перші шахти. Одну з них було названо на честь підприємця німецького походження Ернста, який був власником шахти.  В ті ж роки там велися і розробки вапняку. Першу початкову однокласну школу в селі Олександрівка відкрили у 1910 році.  Село входило до Петрово-Голеніщевської волості Слов'яносербського повіту.
Протягом громадянської війни сокологорівські села разом з прилеглою територією багато разів переходили між ворогуючих сторін: УНР, більшовиків, денікінців тощо.

### У складі Первомайська

Почесні шахтарі «3-5 Сокологорівка» Родоман В.В., Білокобиленко В.П.. Кінець 1940-х — початок 1950-х років.

До складу Первомайська селища Сокологорівки увійшли в середині 1920-х років. У 1930 році заснували радгосп імені Менжинського, Тоді ж побудували корпус на 30 родин (на місці теперішньої вулиці Ізвесткової, цей район місцеві досі називають "Корпуса"), а також будинки по вулиці Фрунзе. 1931 року було розпочато будівництво вулиць Стахановська, Нова-колона, Кринична. В тридцяті роки замість колишніх робітничих бараків звели нові будинки на вулицях Первомайська та Урицького. Таким чином колишні дрібні селища поєдналися в одне, за яким закріпилася народна назва цього масиву: Сокологорівка, від пізвища Соколова і слова «гора», через нерівний ландшафт місцевості.
В часи війни у селищі діяла партизанська організація, в якій брали участь місцеві мешканці. Багато сокологорівців були вивезені окупантами на примусові роботи в Німеччину. Одне з таких вивезень сталося 30 жовтня 1942 року. Звільнення Сокологорівки разом із Первомайськом відбулося 3 вересня 1943 року.
Наприінці війни трудівники Глобинського району Полтавщини взяли шефство над шахтою Сокологорівки і допомогли її відбудувати. На відродженні шахти самовідданну працю показували глобинчани І.О.Займидорога,  Д.З. Борозна та інші.

Вид на колишню шахту «3-5 Сокологорівка» з боку автобусної зупинки «Корпуса».

У 1948 році в селищі побудували хлібзавод, 1951 - футбольний стадіон, поряд з ним — нові парк і клуб. У парку були збудовані алеї, бесідки для відпочинку, танцмайданчик, більярдна, гойдалки, були висаджені дерева і квіти. 1952 року відновили будівлю школи №8. В 1959 році почали будівництво вулиць Нової та Зарічної, побудували спортзал.
Продовжувався розвиток шахти. Маркшейдер шахти 3/5 Сокологорівка Петро Васильович Скиба сконструював прилад для зйомок лав та вуглемір, випуск яких здійснював Харківський завод гірничого машинобудування.
Клуб ім. В.Маяковського став культурним центром Сокологорівки. В клубі показували фільми, на другому поверсі була бібліотека, працювали диттячі , танцювальні, музичні секції.
По вулиці Ізвесткова будували нові триповерхові будинки, збудували лікарню, аптеку, дитячий садок. Населення Сокологорівки зростало. Майже все населення чоловічої статі працювало на шахті 3/5 Сокологорівка

Занепад селища розпочався після 1975 року, коли було закрито місцеву шахту. Після її об'єднання з «Михайлівською» новоутворена шахта «Первомайська» стала базуватися у Михайлівці.  Кількість населення почала зменшуватися, закрили лікарню та аптеку.

### Наші часи
Селище майже цілком складається з приватного сектору, лише частина вулиці Ізвесткова забудована 4-5-ти поверховими багатоквартирними будинками. Селище межує з іншими історичними районами Первомайська — Варваропіллям та Циганським Хутором, а також з північною окраїною міста Ірміно. Досить близькими до Сокологорівки є Кіровськ, а також селища м. Золоте Первомайської міськ.ради Михайлівка і Мар'ївка. Статистики щодо складу населення окремо по селищу немає, але віддалене від основних центрів розташування і тривало низький міграційний приплив зумовили більше, ніж в інших частинах міста збереження культурних традицій. В Сокологорівці залишається досить розповсюдженим побутове використання української мови серед всіх вікових груп, тоді як в інших районах частка україномовних є меншою, молодь майже цілковито використовує російську. Серед етнічних груп селища є українці, росіяни, білоруси і роми. До будівництва Первомайського моста крізь Сокологорівку пролягав маршрут Первомайськ - Стаханов, але з середини 2000-х років цю дорогу використовують майже виключно місцеві, або під час ремонтів покриття моста. Крізь Сокологорівку проходить ділянка залізниці між станціями Первомайськ та Голубівка.
Функціонують школа і клуб. В 2006 році велику роботу з підготовки до святкування Дня шахтаря на стадіоні селища Сокологорівка провели ремонтні бригади шахт та підприємств ГП «Первомайськвугілля». Відкриття реконструйованого стадіону «Шахтар» відбулося 26 серпня 2006 року. 
З некращого приводу селище стало відомим в країні, коли 21 грудня 2012 року в приватному будинку чоловік облив себе бензином і підпалив (був напідпитку і боявся «кінця світу» за календарем мая ). 